# Резолюция 53 на Съвета за сигурност на ООН
Резолюция 53 на Съвета за сигурност на ООН е приета с мнозинство на 7 юли 1948 г. по повод Палестинския въпрос. С резолюция 53 Съветът за сигурност, вземайки под внимание телеграма на посредника на ООН за Палестина до Съвета за сигурност от 5 юли 1948 г., се обръща със спешен апел към заинтересованите страни да приемат принципите за продължаване на примирието за периода, който ще бъде определен след консултации с посредника на ООН за Палестина.
Резолюция 53 е приета с мнозинство от 8 гласа, като трима от членовете на Съвета за сигурност – СССР, Украинската ССР и Сирия – гласуват въздържали се.